# Bactrocera jiannanus
Bactrocera jiannanus är en tvåvingeart som först beskrevs av Chao och Lin 1996.  Bactrocera jiannanus ingår i släktet Bactrocera och familjen borrflugor. Inga underarter finns listade.